# Tropaeolum moritzianum
Tropaeolum moritzianum är en krasseväxtart som beskrevs av Johann Friedrich Klotzsch. Tropaeolum moritzianum ingår i släktet krassar, och familjen krasseväxter. Inga underarter finns listade i Catalogue of Life.